# Seconde Chance (film, 2018)
Pour les articles homonymes, voir Seconde Chance.
Pour plus de détails, voir Fiche technique et Distribution.
Seconde Chance ou Deuxième Acte au Québec (Second Act) est une comédie romantique américaine réalisée par Peter Segal et sortie en 2018.

## Synopsis
Maya Vargas se voit refuser une promotion au profit d'un candidat plus diplômé. Elle décide de quitter son poste pour trouver un meilleur emploi. Le fils de sa meilleure amie trafique son CV à son insu, et elle  décroche un boulot de rêve dans un grand groupe de cosmétiques de Manhattan. Réussira-t-elle à donner le change ?

## Fiche technique
- Titre français : Seconde Chance
- Titre québécois : Deuxième Acte
- Titre original : Second Act
- Réalisation : Peter Segal
- Scénario : Justin Zackham et Elaine Goldsmith-Thomas
- Décors : Stephanie Q. Bowen et Richard Hoover
- Costumes : Patricia Field
- Photographie : Ueli Steiger
- Montage : Jason Gourson
- Musique : Michael Andrews
- Production : Benny Medina, Elaine Goldsmith-Thomas, Justin Zackham et Jennifer Lopez
  - Production déléguée : Mark Kamine, Peter Segal, Donald Tang, Wang Zhongjun, Zhonglei Wang, Felice Bee, Robert Simonds et Adam Fogelson
- Sociétés de production : STXfilms, H. Brothers et TMP
- Sociétés de distribution : STX Entertainment (États-Unis), Elevation Pictures (Canada), Metropolitan FilmExport (France)
- Budget : 16 000 000 $
- Pays de production :  États-Unis
- Langue originale : anglais
- Format : couleur — 2,35:1
- Genre : comédie romantique
- Durée : 104 minutes
- Dates de sortie :
  - États-Unis, Canada : 21 décembre 2018
  - France : 26 décembre 2018

## Distribution
- Jennifer Lopez (VF : Déborah Perret ; VQ : Hélène Mondoux) : Maya Vargas
- Leah Remini (VF : Céline Ronté ; VQ : Marika Lhoumeau) : Joan
- Vanessa Hudgens (VF : Adeline Chetail ; VQ : Kim Jalabert) : Zoe
- Milo Ventimiglia (VF : Jean-Christophe Dollé ; VQ : Hugolin Chevrette-Landesque) : Trey
- Treat Williams (VF : Nicolas Marié ; VQ : Jean-Luc Montminy) : Anderson Clarke
- Annaleigh Ashford (VQ : Annie Girard) : Hildy
- Charlyne Yi (VF : Geneviève Doang ; VQ : Geneviève Bédard) : Ariana
- Alan Aisenberg (en) (VQ : Alexis Lefebvre) : Chase
- Freddie Stroma (VQ : Nicholas Savard L'Herbier) : Ron
- Dalton Harrod (VF : Yoann Sover ; VQ : Nicolas Bacon) : Dilly
- Larry Miller (VF : Jean-François Aupied) : Weiskopf
- Dan Bucatinsky (VF : Guillaume Lebon ; VQ : Antoine Durand) : Arthur
- Dave Foley (VF : Didier Cherbuy) : Felix Herman
- Elizabeth Masucci : Claire

 Source et légende : version québécoise (VQ) sur Doublage.qc.ca